# Fantastico Show
Il Fantastico Show fu l'ultima tournée di Raffaella Carrà, effettuata nel 1983 nei teatri italiani ed esteri. La regia e le coreografie furono curate da Sergio Japino (con l'aiuto-coreografa Luciana Verdeggiante) e i costumi da Luca Sabatelli. Oltre al grandissimo successo del programma televisivo "Fantastico 3" (condotto anche da Corrado), Raffaella intraprese quella che sarebbe stata la sua ottava e ultima tournée.
Iniziata a Miami per una intere settimana all'Convention Center, per poi iniziare in Italia il 15 aprile a Firenze, Torino, Reggio Emilia, per proseguire 23 e il 24 al Teatro Nuovo di Milano, il 25 al Teatro Sistina di Roma e il 26 a Napoli al Teatro Metropolitan.
Raffaella poi torna all'estero il 28 aprile a Wiesbaden in Germania, poi il 30 a Barcellona per continuare in Europa. Dopo la cantante sbarca in America Latina, iniziando in Argentina dove fece le ultime quattro serate nella nazione nel teatro Gran Rex di Buenos Aires per poi continuare in Cile, Messico, Panama e Venezuela (dove Raffaella promuoverà lo spettacolo anche attraverso un collegamento televisivo con il cantante Sandro). L'ultimo concerto nel continente Americano fu nella nazione del El Salvador.
La tournée torna in Italia il 15 e il 16 luglio alla Bussola di Viareggio (Lido Di Camaiore), per continuare con varie date fino al 23 luglio a Fiuggi e concludersi in Italia ufficialmente il 24 del 1983 a Ravenna alla Ca' De Liscio.
Il 26, 27 e il 28 agosto lo spettacolo si svolse nel Principato Di Monaco a Montecarlo allo Sporting D'Eté.
Per questo Show Luca Sabatelli preparò 13 abiti e insieme a Raffaella ballarono altri 9 ballerini.
La scaletta è stata adattata in spagnolo un Spagna e nelle nazioni latine.

## Scaletta
- Ballo Ballo
- Carichirà (cantata dai Gionkin Singer)
- Medley:
- Tanti Auguri
- A Far L'Amore Comincia Tu
- 0303456
- Dammi Un Bacio
- Mamma Dammi 100 Lire
- Tuca Tuca
- Caliente Caliente
- California - fine medley
- Balletto Ballerini
- Soli Sulla Luna
- Ahi
- Wonder Dog (ballerini)
- How You Doin'
- E.T.
- Passerà
- Super Tango (ballerini)
- Super Rumbas
- Adios Amigo
- Disco Samba
- Fantasia Napoletana:
  - Funiculì Funiculà
- O Sole Mio
- Comme Facette Mammeta?
- Tu Vuò Fà L’Americano
- Malafemmena
- Guaglione
- Io Mammeta E Tu
- Torero
- Maria Marì
- Te Voglio Bene Assaje
- Dove Sta Zazà?
- A Rumba De Scugnizzi
- Rumore

## Scaletta nei paesi di lingua spagnola
- Bailo Bailo
- Carichirà (cantata dai Gionkin Singer)
- Medley:
- Hay Que Venir Al Sur
- En El Amor Todo Es Empezar
- 5353456
- Dame Un Beso
- Mama Dame 100 Pesetas
- Tuca Tuca (in spagnolo)
- Caliente Caliente (in spagnolo)
- California (in inglese) - fine medley
- Balletto Ballerini
- Soli Sulla Luna
- Ahi
- Wonder Dog (ballerini)
- How You Doin'
- Yo No Se Vivir Sin Ti
- E.T.
- Pasarà
- Super Tango (ballerini)
- Super Rumbas
- Adios Amigo (in spagnolo)
- Disco Samba
  - Taj Mahal (Pe-pe-pe)
  - Upa, Neguinho
  - Zazueira
  - A-E-I-O-U-Y
  - Fio Maravilha
  - Brigitte Bardot (cambiato con il nome "Raffaella Carrà")
  - Ay, ay, Caramba
  - País Tropical
  - So Fla-Fla
  - Brasil
  - Você Abusou
  - Tristeza (Lara la ra)
  - Charlie Brown
- Charlie Brown (reprise)
- Fantasia Napoletana:
  - Funiculì Funiculà
  - O Sole Mio
  - Comme Facette Mammeta?
  - Tu Vuò Fà L’Americano
  - Malafemmena
  - Guaglione
  - Io Mammeta E Tu
  - Torero
  - Maria Marì
  - Te Voglio Bene Assaje
  - Dove Sta Zazà?
  - A Rumba De Scugnizzi
- Ballo Ballo (sottofondo per ringraziamenti)
- Rumore

## Ballerini
- Chad
- Alberto
- Poul
- Paolo De Bortoli
- Marcello
- Orlando
- Leonardo
- Marcello
- Ferdinando